# Шмит, Роберт Ханс
Роберт Ханс Шмит (нем. Robert Hans Schmitt; 7 января 1870, Вена — 10 мая 1899, Мангали, Танзания) — австрийский художник, путешественник и альпинист. Сын Ханса Шмита.
В 1885—1887 гг. учился в Венской академии художеств у Христиана Грипенкерля, затем, интересуясь преимущественно пейзажами, продолжил обучение в школе ландшафтной живописи Эдуарда Пейтнера фон Лихтенфельса, занимался также в мастерской Хуго Дарнаута. В 1888 году увлёкся альпинизмом и в скором времени стал одним из ведущих альпинистов Австрии, совершив ряд восхождений в австрийских Альпах (Дахштайн и др.).
В 1893 г. отошёл от активных занятий альпинизмом и заинтересовался экспедициями в Африку с исследовательскими и колонизационными целями. После участия в нескольких кратковременных и относительно безрезультатных проектах в 1896 г. по заданию администрации Германской Восточной Африки проводил рекогносцировку бассейнов рек Пангани и Руфиджи. В 1898 году приступил к подготовке масштабного похода к северо-восточному берегу озера Ньяса, однако до начала экспедиции умер от малярии.